# کویو (آرژانتین)

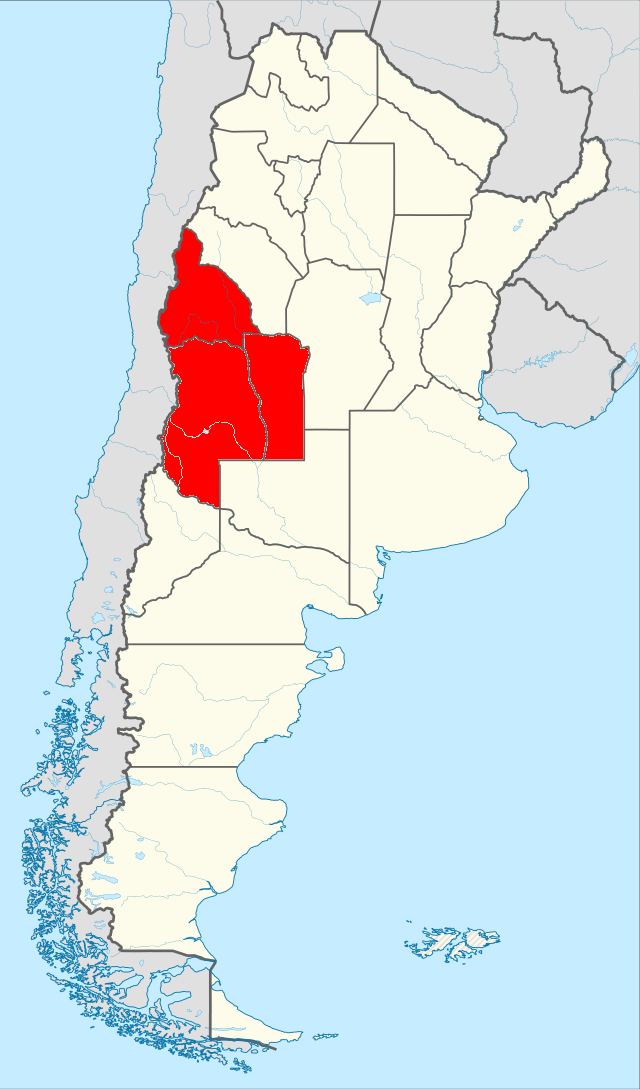
موقعیت منطقه کویو در آرژانتین

کویو (Cuyo) منطقه کوهستانی و تولیدکننده شراب در مرکز غرب آرژانتین است. این منطقه از لحاظ تاریخی شامل استان‌های سان خوان، سان لوئیس و مندوسا می‌شد. امروزه کویو افزون بر این موارد شامل استان لا ریوخا نیز می‌شود. کویو امروزه یک منطقه کلان سیاسی و اقتصادی است، اما از نظر فرهنگی و تاریخی، لا ریوخا بیشتر بخشی از منطقه شمال غربی کشور است.
کویو برخی از محبوب‌ترین جاذبه‌های گردشگری آرژانتین و مرتفع‌ترین توده‌های کوهستانی آند، از جمله آکونکاگوا، بلندترین قله خارج از آسیا، و پارک ایالتی ایسکی‌گوآلاستو را در خود دارد.